# Barbara Demick
Barbara Demick ist eine amerikanische politische Journalistin, die als preisgekrönte Buchautorin international bekannt wurde.

## Leben
1993 bis 1997 arbeitete die sehr deskriptive schreibende, in Interpretationen zurückhaltende Demick für den Philadelphia Inquirer in Osteuropa/Balkan. Mit dem Fotografen John Costello schuf sie 1994 bis 1996 eine Artikelserie über das Leben in einer bestimmten Straße Sarajevos im Bosnienkrieg, die den George Polk Award und den Robert F. Kennedy Journalism Award gewann und im Finale für den Pulitzer war. 1996 erschien ihr erstes Buch Die Rosen von Sarajevo (Logavina Street).
Von 1997 bis 2001 war sie in Nahost stationiert.
2001 wechselte sie zur Los Angeles Times und wurde Fernostkorrespondentin, zunächst in Seoul, seit 2007 lebt sie in Peking. 2006 erhielt sie den Dine Award for Human Rights Reporting des Overseas Press Club und den Osborn Elliott Prize der Asia Society.
2010 veröffentlichte sie Nothing to Envy: Ordinary Lives in North Korea (deutsch: Im Land des Flüsterns: Geschichten aus dem Alltag in Nordkorea), wofür sie den Samuel-Johnson-Preis erhielt und ins Finale des National Book Awards und des „National Book Critics Circle Awards“ kam.

## Werke
- Logavina Street: Life and Death in a Sarajevo Neighborhood. Andrews and McMeel, Kansas City 1996, ISBN 0-8362-1326-2.
  - deutsch: Die Rosen von Sarajevo. Droemer, München 2012, ISBN 978-3-426-27587-0.
- Im Land des Flüsterns: Geschichten aus dem Alltag in Nordkorea. Droemer, München 2013, ISBN 978-3-426-78081-7 (auf Deutsch ursprünglich erschienen unter dem Titel Die Kinogänger von Chongjin: Eine nordkoreanische Liebesgeschichte. Droemer, München 2010, ISBN 978-3-426-27438-5).